# Imprägnierung

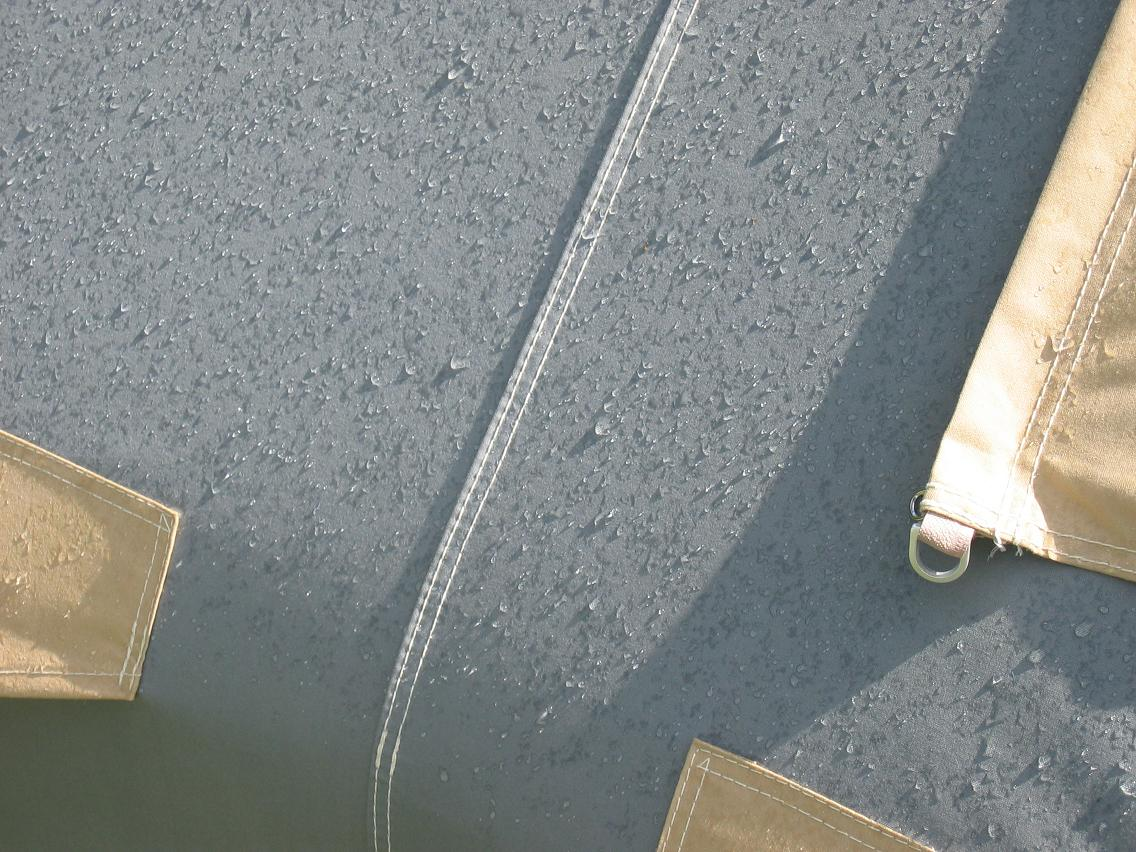
Regentropfen auf einer imprägnierten Zeltbahn

Imprägnierung (Imprägnieren) (abgeleitet vom spätlateinischen Verb impraegnare für schwängern, durchtränken, füllen mit einer Substanz) ist eine durchtränkende Behandlung von festen porösen Stoffen, wie z. B. Textilien, Papier, Holz, Beton, Bleistift-Minen u. ä, mit gelösten, emulgierten oder dispergierten Substanzen, den Imprägnierungsmitteln. Nach dem Verdunsten oder Trocknen des Lösungsmittels bzw. Dispersionsmediums verleihen die aufgebrachten Substanzen den behandelten Materialien veränderte Gebrauchseigenschaften.
Die Imprägnierung dient in den meisten Fällen dazu, zu verhindern, dass Feuchtigkeit und Schmutz eindringen.
Hierbei wird zwischen Versiegelungen und Imprägnierungen unterschieden. Während Imprägnierungen in das Kapillarsystem des Materials eindringen, bilden Versiegelungen einen Schicht (Schutzfilm) auf der Oberfläche. Dadurch können neue Anwendungsgebiete erschlossen werden.
Auch das Karbonisieren von Wein zur Herstellung von Perl- oder Schaumwein wird als Imprägnieren bezeichnet.

## Auftragsmöglichkeiten
Es gibt unterschiedliche Verfahren bzw. Aggregate, um Imprägnierungsmittel aufzutragen, z. B.:
- Foulardieren
- Tauchen
- Sprühen
- Druckimprägnieren
- Pflatschen (Kiss-Roll)

## Anwendungsgebiete

### Textilveredlung
Im Bereich der Textilveredlung wird der Begriff Imprägnierung manchmal synonym für die Hydrophobierung der Textilien verwendet, wobei diese in eine wasserdruckbeständige und eine wasserabstoßende Ausrüstung (englisch: durable water repellent) unterteilt wird, andererseits aber auch nur für eine Wasserdicht-Ausrüstung. Dabei spielt auch eine Rolle, dass unter Imprägnierung z. T. der erreichte Zustand durch das Imprägnieren verstanden wird.
Je nach den Anforderungen an die Wasch-, Reinigungs- und Wetterbeständigkeit werden als Imprägnierungsmittel Paraffin- und Wachsemulsionen, aber auch filmbildende Silikone und Fluorcarbone, die einen guten permanenten Schutz bilden, eingesetzt.
Durch Imprägnieren werden in textile Materialien aber auch Mittel eingebracht, die sie knitterarm, fraßgeschützt (Motten- und Käferschutz), fäulnissicher, flammsicher, aber auch hydrophob machen.
Manche der als Imprägnierstoffe verwendeten Fluorcarbonharze (PFC) können sich im menschlichen Organismus anreichern und die menschliche Fortpflanzungsfähigkeit beeinträchtigen. Dennoch müssen Anbieter von Imprägniermitteln nicht offenlegen, ob sie Fluorcarbone verwenden. Stiftung Warentest fand in einem Test von Imprägniermitteln keine gesundheitsschädigenden Substanzen, verwies jedoch einschränkend auf den Umstand, dass sich angesichts von mehr als 800 entsprechenden Wirkstoffen nicht jeder einzeln identifizieren lasse.

### Vliesstoffherstellung
Eine Möglichkeit zur Herstellung von Vliesstoffen ist eine chemische Verfestigung der Faservliese, indem Bindemitteldispersionen, -emulsionen oder -lösungen durch Imprägnierung in das Faservlies appliziert werden. Das kann als Tauchbadimprägnierung oder als Schaumimprägnierung erfolgen. Das überschüssige Bindemittel wird durch einen Foulard abgequetscht. Durch anschließende Trocknung und Kondensation kommt es zu einer adhäsiven Verbindung zwischen dem Bindemittel und den Fasern.

### Bauwesen
Im Bauwesen werden beim Tränken von Baustoffen mit verschiedenen Mitteln verschiedene Zwecke verfolgt:
- die Verringerung der Wasseraufnahme
- der Schutz der Oberfläche gegen Verschmutzung
- die Verfestigung der oberflächennahen Schichten gegen Verwitterung, Abnutzung oder zur Vorbereitung für weitere Beschichtungen
- die Verringerung des Porenvolumens und der Saugfähigkeit zur Steuerung des Diffusionswiderstands oder zur Vorbereitung auf weitere Beschichtungen
- die lasurartige Einfärbung des Materials

Als Alternative zur diffusionsoffenen Imprägnierung, die ins Material eindringt, bietet sich oft eine Versiegelung oder eine Beschichtung der Oberfläche an, die auch Teil eines Oberflächenschutzsystems sein kann.
Holz kann durch Tauchen, Spritzen und Kesseldruckimprägnierung behandelt werden, siehe auch Holzschutzverfahren bzw. -imprägnierungen.
Die Imprägnierung von Putz-, Stein- und Beton-Oberflächen gegen das Eindringen von Feuchtigkeit wird auch Hydrophobierung genannt. Zum Schutz von Natursteinoberflächen vor Verschmutzung und Verfärbung werden eine Vielzahl von Produkten angewendet (siehe u. a. Testalin).

### Papierindustrie
In der Dekorpapier-Industrie werden bei der Imprägnierung (hier auch Beharzung genannt) verschiedenste Papiere in einem Harzbad getränkt und anschließend getrocknet. Die imprägnierten Papiere können im Anschluss auf diverse Trägerplatten (Spanplatte, MDF-Platte etc.) unter hohem Druck und großer Temperatur verpresst werden.
Eine weitere Anwendung der Imprägnierung ist beispielsweise in der Malerklebeband-Herstellung zu finden. Das Papier wird hierbei mit einem Kunststoffpolymer imprägniert, um es nassfester zu machen und die Bruchkraft zu steigern.

### Histologie
In der Histologie werden fixierte und entwässerte Gewebeproben mit Xylol (Klärmittel, Intermedium) durchtränkt. Das Xylol wird beim Imprägnationsschritt (Durchdringen bis zur Sättigung) von heißem, flüssigem Paraffin verdrängt. Die Einwirkung von Unterdruck (Vakuum) erleichtert den Flüssigkeitsaustausch, die erhöhte Temperatur (bei 60 °C) erleichtert das Abdampfen des Klärmittels und verringert die Viskosität. Die Imprägnation mit Kunststoffen erfolgt mit einer monomeren, flüssigen Lösung, die in Folge zur Polymerisierung angeregt wird und dadurch verfestigt.

### Umweltproblematik
Perfluorierte Tenside aus Imprägniermitteln (speziell zum (Wieder-)Wasserfest-Machen von atmungsaktiven Textilien), die auch in Haushalten verwendet werden, gelangen über Haushaltsabwässer in die Umwelt und reichern sich dort an, weil sie biologisch nicht abbaubar sind. Auch Holz, in dem Fall Altholz, Bauholz und Abbruchholz, welches behandelt wurde, sollte nicht auf herkömmlichen Wege entsorgt oder verbrannt werden.